# (10351) Seiichisato
(10351) Seiichisato – planetoida z pasa głównego asteroid okrążająca Słońce w ciągu 4 lat i 145 dni w średniej odległości 2,68 j.a. Została odkryta 23 września 1992 roku przez Kina Endate i Kazurō Watanabe. Przed nadaniem nazwy planetoida nosiła oznaczenie tymczasowe (10351) 1992 SE1.